# Trenca
|  | Aquest article tracta sobre Trenca. Vegeu-ne altres significats a «Trenca (indumentària)». |

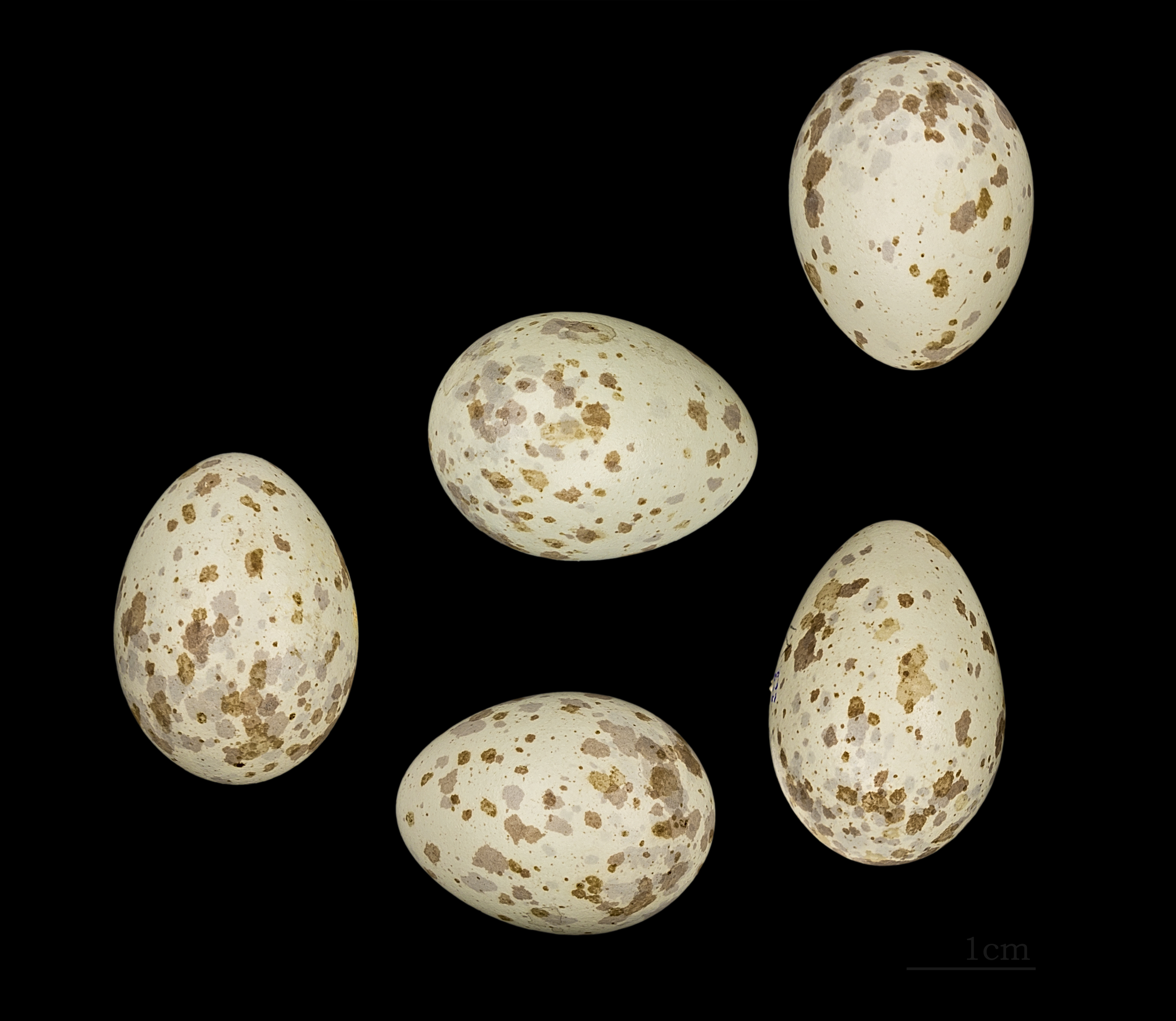
Lanius minor

La trenca o capsot menut (Lanius minor) és una espècie d'ocell de l'ordre dels passeriformes d'uns 20 cm de longitud, i de la família dels lànids (Laniidae).

## Distribució
Es distribueix per tot l'est d'Europa i per les estepes asiàtiques. És una espècie estival que passa l'hivern al sud del continent africà, a la depressió del Kalahari. Les trenques ibèriques realitzen una de les migracions més llargues de tots els ocells europeus. Es desplacen primer cap a l'est i travessen el Mediterrani pel seu extrem oriental, al contrari que la majoria dels ocells migradors. La ruta primaveral és encara més per l'est, formant el que es coneix com una “migració en llaç”.
A Catalunya arriba a mitjans de maig-principis de juny, i immediatament construeix el niu. Pon de cinc a set ous, que seran covats per la femella durant 15 dies. Al mes d'agost, adults i polls abandonen les zones de cria per començar la migració.

## Alimentació
L'alimentació de la trenca es basa en insectes grans com ara grills, cucs i a vegades petits mamífers com ara musaranyes i també alguns rèptils com ara petites sargantanes.

## Conservació
Als últims anys, la població de trenca a la península ibèrica ha disminuït dramàticament. És l'espècie més escassa de la fauna vertebrada ibèrica i, actualment està catalogada com “en perill crític” sota els criteris de la UICN (Varela 2007). A més, es troba a la categoria “d'interès especial” (annex 2) del Catálago Nacional de Especies Amenazadas i dins de l' Annex I de la directiva UE 79/409/CEE.
Les causes de la disminució de la trenca a gran part de la seva àrea de distribució europea són el producte d'un conjunt de factors. Entre ells es troben:
- La intensificació agrícola amb la consegüent pèrdua d'hàbitat de nidificació (cultius de secà amb guarets no cultivats, marges ben conservats i grans arbres on poder construir el niu).
- L'ús excessiu de plaguicides, que eliminen els insectes de què s'alimenta.
- Una elevada taxa de depredació sobre els ous i polls per part de la garsa.
- Un possible retrocés natural de l'espècie a causa de canvis climàtics periòdics.

A Lleida hi ha un projecte de conservació. Aquest projecte és una iniciativa del Departament d'Agricultura, Ramaderia, Pesca, Alimentació i Medi Natural de la Generalitat de Catalunya. A través del Centre de Fauna de Vallcalent i de la col·laboració del Zoo de Barcelona, es du a terme la conservació ex situ, és a dir, fora de l'hàbitat natural. L'Associació Trenca és l'encarregada de realitzar les tasques de conservació in situ, al camp, així com de suport a la cria en captivitat (ex situ). El projecte té, a més, el recolzament econòmic i logístic d'entitats públiques i privades i de WWF Espanya.